# Мир (кинотеатр, Минск)
«Мир» — широкоформатный кинотеатр в Минске. Открылся 29 декабря 1958 года. Один из старейших кинотеатров Минска. 8 сентября 1978 года в этом кинотеатре впервые в Белоруссии был показан стереофильм.

## Описание и характеристики
В кинотеатре два кинозала с мягкими креслами вместительностью 256 и 188 мест. Общая вместительность 444 места. Имеется вестибюль и бар. Техническое оснащение: система объемного озвучивания Dolby CP 500D в одном зале и Dolby CP 650 в другом, кинопроектор MEO 5X в каждом зале. Кинотеатр находится в муниципальной собственности унитарного предприятия «Киновидеопрокат» Минского городского исполнительного комитета.
Был одной из площадок проведения фестиваля «Лістапад». В 2002, 2006, 2013 годы в кинотеатре проходили ночные сеансы. В апреле 2016 года в кинотеатре прошёл фестиваль «Северное сияние», в ходе которого было показано 8 скандинавских фильмов.